# Eder
Eder är en 177 km lång flod i Tyskland. Eder är ett biflöde till Fulda i Wesers flodsystem.
Eder är möjligen identisk med floden Adrana i germanstammen chatternas land.